# Raeapteek
La Raeapteek, (en alemany:Ratsapotheke), (en francès:Pharmacie de l'Hôtel-de-Ville), (en italià:Farmacia Municipale) és una farmàcia històrica situada a la plaça de l'ajuntament de Tallinn en el centre de la ciutat, a Estònia. Data del Segle XV.

## Història
La Raeapteek és actualment la farmàcia més antiga d'Europa en funcionament. La data d'obertura precisa no es coneix; alguns historiadors la remunten al 1415. Se sap, no obstant, que l'any 1422 ja és un tercer propietari qui l'administra. Un anomenat Nuclawes, químic, menciona en un registre del consell municipal de l'època que els propietaris de la farmàcia son dits homes nobles germano-bàltics la majoria consellers de Tallinn. Un altre document posterior a 1422 conta que el primer propietari era un tal Johann Molner i que en la segona meitat del segle xv ja hi havia medicaments a la venda.

### La família Burchart (Burchard): 1582–1911
La família Burchart és la família més estretament associada a la història de la farmàcia, cobrint més de 325 anys en deu generacions.
Entre el 1579 i el 1581 arriva de Bratislava Johanne Burchart del Bélaváry de Sykava (del seu verdader nom János Both Bélaváry de Szykava), un hongarès - que abandona Hongria sota coacció: Étienne Bathory, Príncep de Transylvania que té la vista posada sobre el tron d'Hongria, ha fet condemnar a l'exili els partidaris de Gaspard Békessy - la família del qual ostentarà la farmàcia del 1582 al 1911, és a dir durant deu generacions. Pren el sobrenom de Burchart (Burchard) i el seu nom, "Johann", serà donat al primogènit de cada generació en record de l'ancestre proscrit.
Els Burcharts, a més de ser farmacèutics, eren molt sovint metges. Van tenir un rol molt significatiu en la vida de la ciutat de Tallinn.

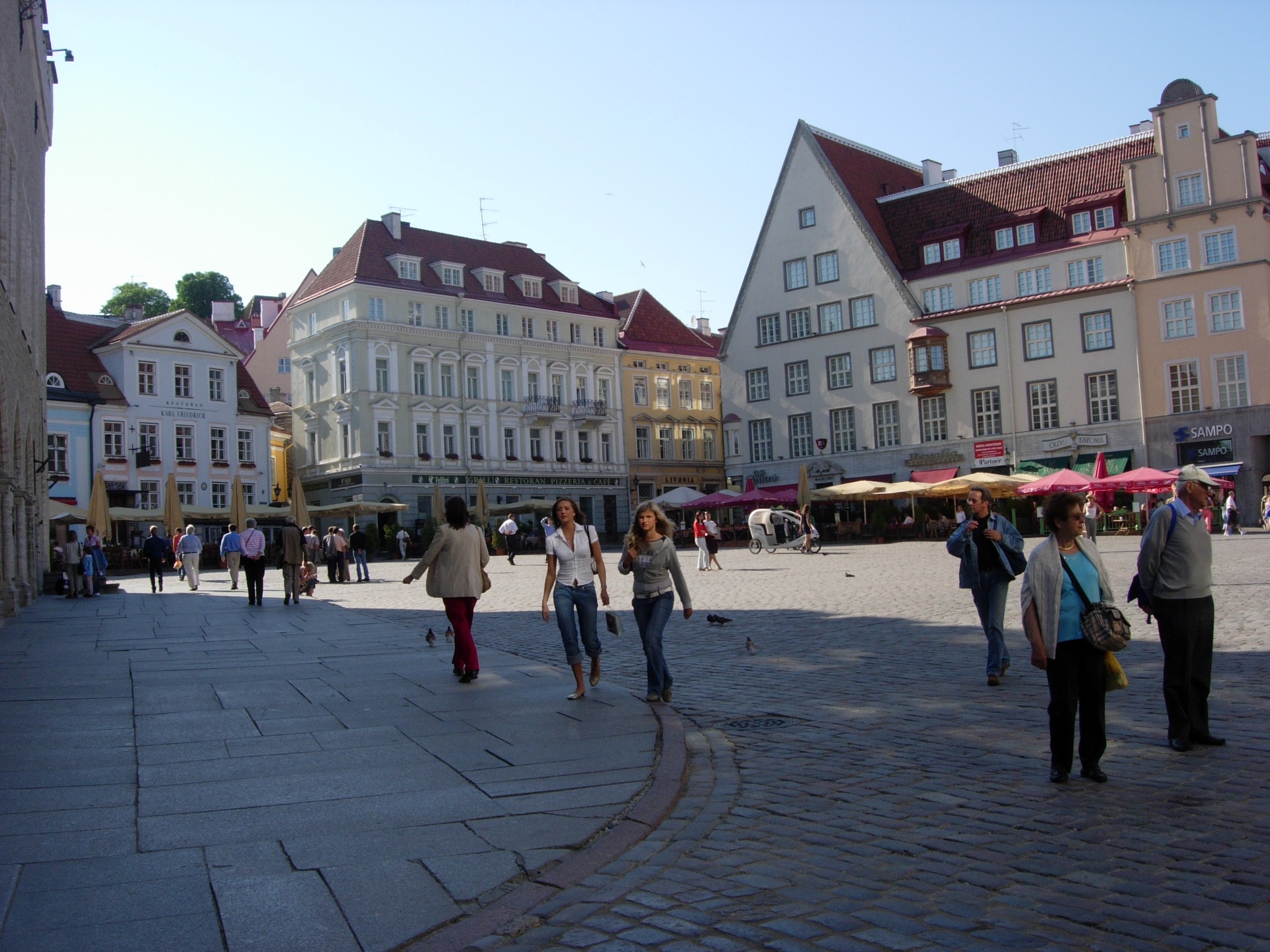
Plaça de l'Ajuntament de Tallinn

El 1688, Johannes IV Burchart està finalment en disposició de comprar la farmàcia a la municipalitat per 600 tàlers. Les obligacions, drets i deures de la família Burchart cap a la farmàcia són confirmats per un privilegi del rei Carles X Gustau de Suècia.
El 1710, Johannes Burchart V comença la seva carrera en un Tallinn devastat per la ravagé par la pesta negra. Quan Tallinn capitula davant l'armada russa en la Gran Guerra del Nord, és un dels primers a subministrar medicaments a l'armada russa. El 1716, esdevé el metge de la ciutat i el metge de la guarnició i de l'hospital naval.
La fama de la família Burchart va esdevenir tan important que el 1725, el Tsar Pere I de Rússia hauria cridat a Burchart al seu llit, però va morir abans de l'arribada del cèlebre doctor-farmacèutic.
El 1802, Johannes Burchart VIII crea un museu privat de la vida local i curiositats. L'anomena  "Mon faible"  (en francès). Aquesta inscripció és visible encara a la porta que dona accés a l'antic museu. Varis objectes de la seva col·lecció són exposats avui dia al useu nacional d'història d'Estònia. El 1802, organitza la primera exposició d'art a Tallinn.
Jean X mor sense descendència el 1891. La seva germana cedeix la propietat a Rudolf Carl Georg Lehbert (1858-1928) el 1911, posant fi així a la vella empresa familiar.

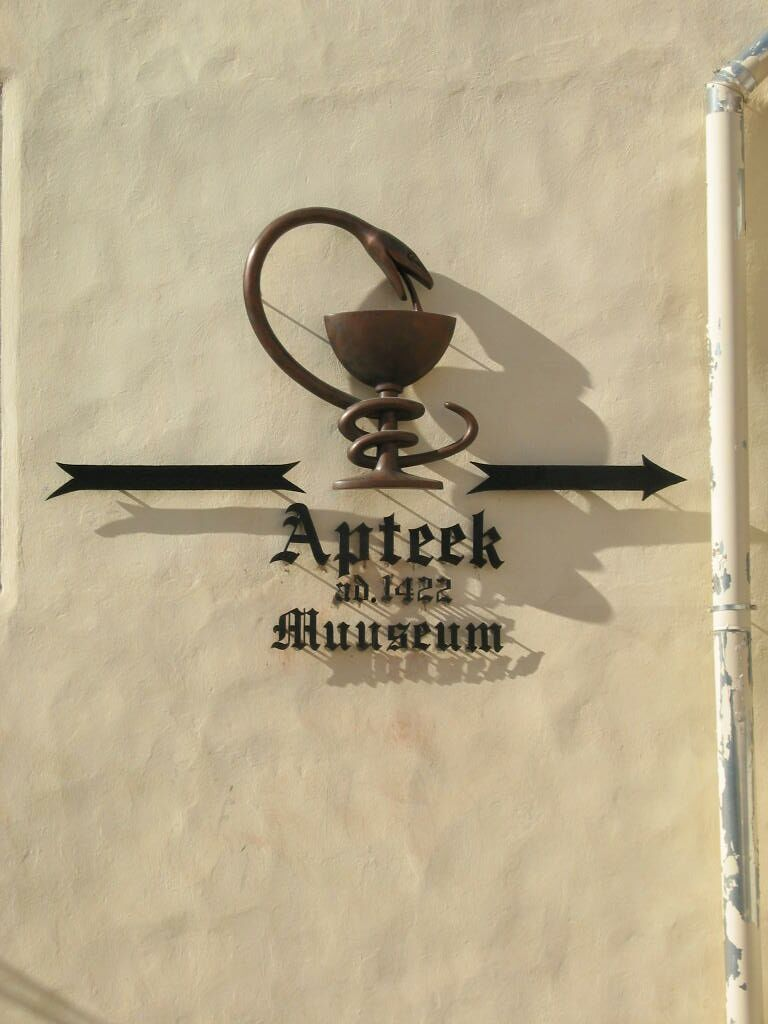
Símbol de la farmàcia

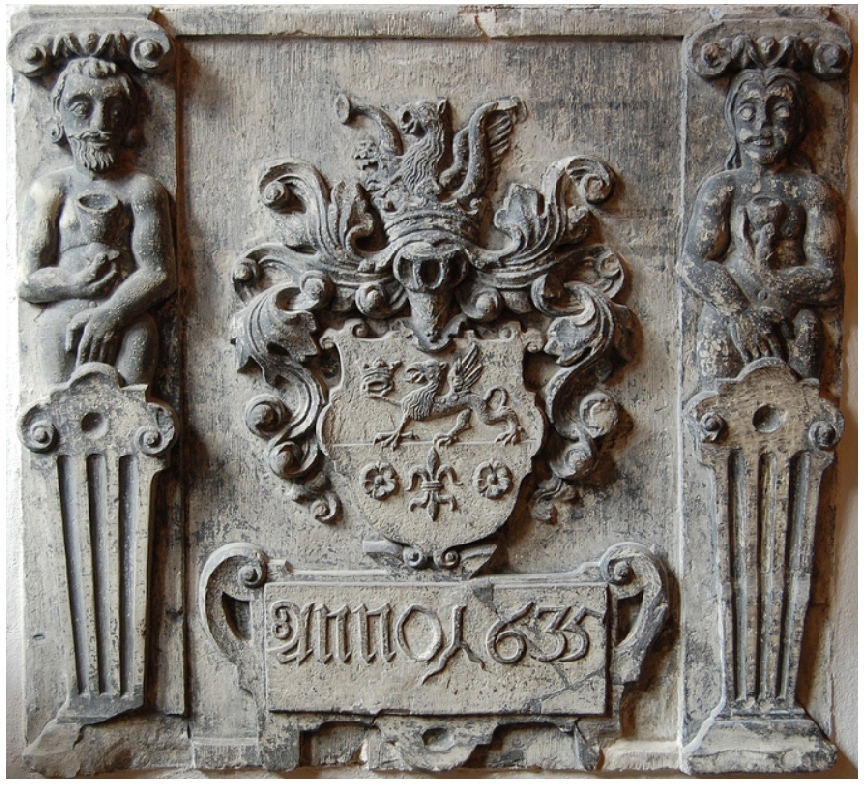
Baix relleu de l'escut d'armes dels Burchard Bellaway de Sykava al primer pis de la Raeapteek

### 1944–1991
Durant la segona Ocupació dels Estats Bàltics, la farmàcia és nacionalitzada.

### De 1991 a l'actualitat
A partir de 1990, la farmàcia es renova de manera important, qüestió que no va ser autoritzada durant gairebé 50 anys. La renovació va durar més de 10 anys i es va acabar el 2003.
L'edifici està situat actualment a la Plaça de l'Ajuntament, 11 i acull a més de la farmàcia, un museu i un restaurant al segon pis, el Balthasar (des del 1999).

## Productes venuts a través de la història

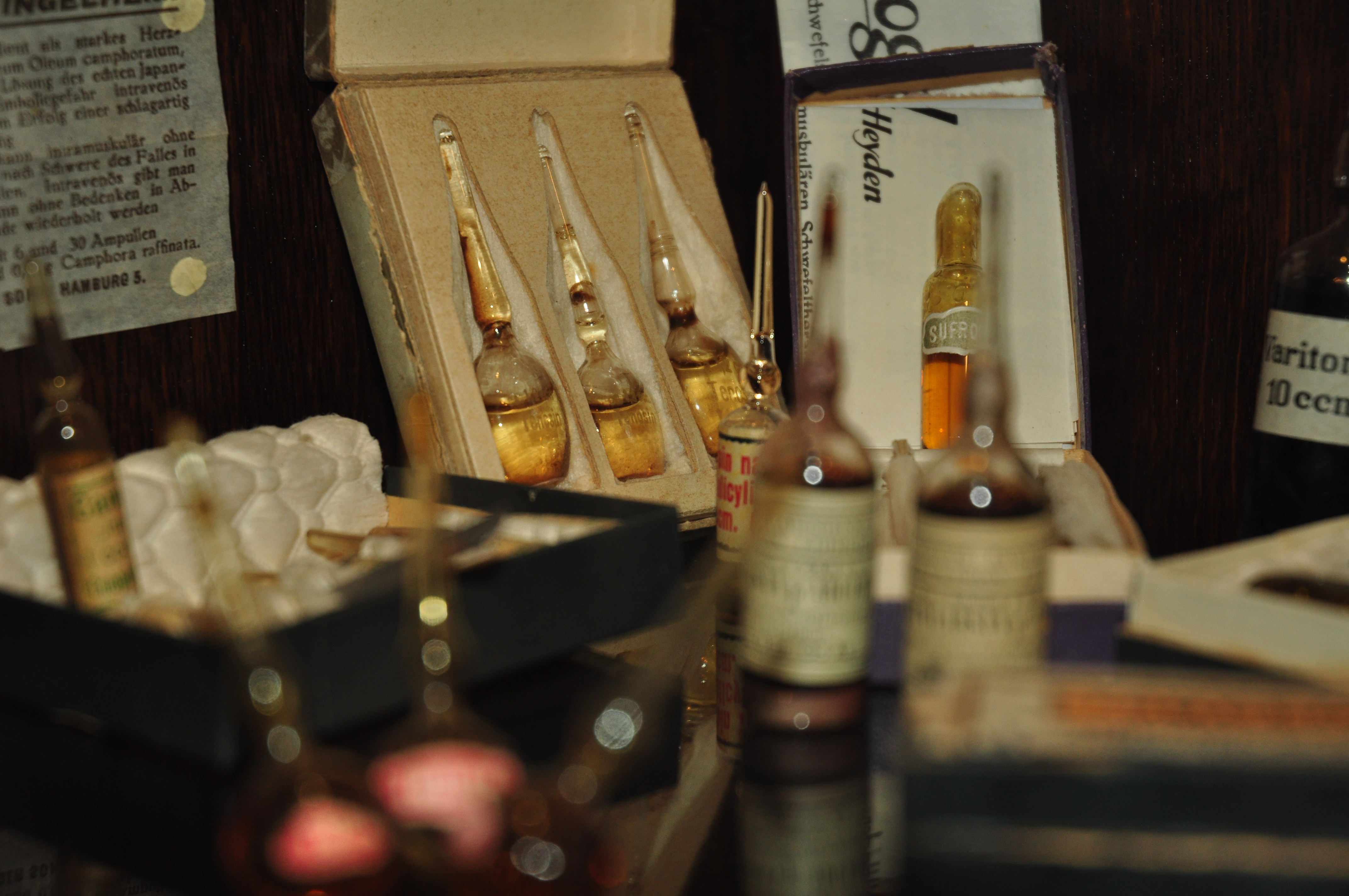
Vials farmacèutics exposats en el museu

El  Mardileib , o "Pain de Mart", una mena de massapà és un dolç i una especialitat de Tallin. Segons Jaan Kross ( Mardi Leib  - "Le Pain de Mart" - 1973) va ser inventat per Mart aprenent de la Raeapteek en aquell temps. Abans de provar un remei, va preferir substituir els ingredients amargs per una altra de més dolç.
També hi havia menjars com dolços, galetes, melmelades i pasta d'ametlles, pells de fruites i les gelees. Galetes picants, anomenades "morsells" eren una especialitat.
Es podia fins i tot trobar el Klaret, un vi dolç i picant del Silvaner. Més tard, la farmàcia va adquirir el privilegi d'importar anualment i directament de França, al voltant de 400 litres de conyac.
La farmàcia també venia paper, tinta, lacre, tintures, pols, grànuls, espècies, espelmes i torxes. Quan el tabac va començar a ser importat a Europa i Estònia, la farmàcia va ser la primera en vendre'n.
La farmàcia ven avui dia, igual que qualsevol altra farmàcia, els medicaments més moderns.